# Оттерберг
Оттерберг (нім. Otterberg) — місто в Німеччині, розташоване в землі Рейнланд-Пфальц. Входить до складу району Кайзерслаутерн. Центр об'єднання громад Оттербах-Оттерберг.
Площа — 32,09 км2. Населення становить 5309 ос. (станом на 31 грудня 2020).